# Matt Page
Matthew "Matt" Page, es un personaje ficticio de la serie de televisión australiana Home and Away interpretado por el actor Alec Snow del 21 de octubre del 2013 hasta el 21 de marzo del 2017.

## Antecedentes
Matt creció en Mangrove River y fue criado sin mucho dinero por su madre soltera, durante su juventud Matt se ha creado una actitud de "chico malo" entre los jóvenes.

## Biografía
Matt llega por primera vez a la bahía cuando él junto a otros alumnos de la escuela Mangrove River High comienza a asistir a la escuela local Summer Bay High luego de que su escuela se quemará en un incendio provocado. Inmediatamente después de su llegada comienza a ocasionar problemas, en especial para los jóvenes Oscar MacGuire y Sasha Bezmel a quienes Matt comienza a molestar.
Cuando la hermana gemela de Oscar, Evelyn "Evie" MacGuire comienza a asistir a la misma escuela Matt comienza a coquetear con ella y la invita a una fiesta en la playa pero cuando ve a Maddy Osborne deja a Evelyn, sin embargo Matt se reconcilia con Evie durante el concierto "River Meets the Bay" organizado por Kyle Braxton. Poco después cuando Ethan MacGuire, el padre de Evelyn y Oscar muere en una explosión ocasionada por la maestra Jade Montgomery (quien había estado manipulando a Matt) él intenta consolar a Evie pero cuando Oscar se acerca y Matt intenta ofrecerle sus condolencias él lo rechaza.
Poco después cuando Jett James organiza una fiesta en casa de Irene Roberts, Matt asiste. Más tarde Matt comienza a cambiar y pronto se hace amigo de Sasha, poco después Matt comienza a tener sentimientos por ella y la besa, poco después comienzan una relación.
El 21 de marzo del 2017 decidió mudarse a Vietnam con Elly y Evie MacGuire.